# سباستيان
سباستيان (بالإسبانية: Enrique Carbajal)‏ هو نحات ورسام مكسيكي، ولد في 16 نوفمبر 1947 في تشيهواهوا في المكسيك.

## وصلات خارجية
- الموقع الرسمي